# Route nationale 520a
La route nationale 520A ou RN 520A était une route nationale française reliant Saint-Joseph-de-Rivière à Voreppe.
À la suite de la réforme de 1972, elle a été déclassée en RD 520A.

## Ancien tracé de Saint-Joseph-de-Rivière à Voreppe (D 520A)
- Saint-Joseph-de-Rivière
- Col de la Placette
- Voreppe